# アブー・サイード・ウスマーン1世
アブー・サイード・ウスマーン1世（アラビア語: أبو سعيد عثمان الأول、? - 1304年7月5日）、または「オスマン・イブン・ヤグモラセン」、ないしはアルジェリア・アラビア語でアブー・サイード・オスマン・アル＝アウェル（أبوسعيدعثمانالأول、Abu Sa'idOthmanāl-awel）は、ザイヤーン朝の第2代君主であり、1283年から1303年まで中世アルジェリアのベルベル人の一派ザナータ族の王国であるトレムセン王国（en:Kingdom of Tlemcen）を統治した人物である。

## 生涯
アブー・サイード・ウスマーン1世は、父ヤグムラーサン・イブン・ザイヤーン（アブー・ヤフヤー、在位：1236年 - 1282年）の後を継いで、ザイヤーン朝の支配者となった。アブド・エル・ワド家の（様々な）分派の領主であったアブー・サイード・ウスマーンは、部族の中で最も勇敢で最も恐ろしい戦士の一人であり、敵国を自分の領土に併合し、国民の土地を守った。この時代の王国は豪華で、都市はよく支配されていたと言われている。東の隣国だったハフス朝との結婚により、同国と良好な関係を築くことができた。このことにより、ウスマーン1世は西方のフェズに本拠を構えるマリーン朝の継続的な攻撃に耐え続けることができたが、この戦いはトレムセン王国に壊滅的な結果をもたらした。マリーン朝によるトレムセンの包囲は1299年から1307年まで続き、その間マリーン朝は支配者の居住地となったこともあるアル・マンスーラの包囲都市を建設した。ザイヤーン朝は、マリーン朝が優勢であったにもかかわらず、自らを主張でき、帝国の民衆から支持されていたことがわかる（在位中の戦闘については下記「遠征」の節を参照）。
ウスマーン1世は生きてこの包囲の終結を見るまでことが出来なかった。1304年7月5日に死去したウスマーン1世の後継者であるアブー・ザイヤーン1世（在位：1303年 - 1308年）の下でのみ、マリーン朝はスルタンの死後に勃発した内戦のため、アル＝マグリブ（アル＝アクサ）に撤退することになった。

## 遠征

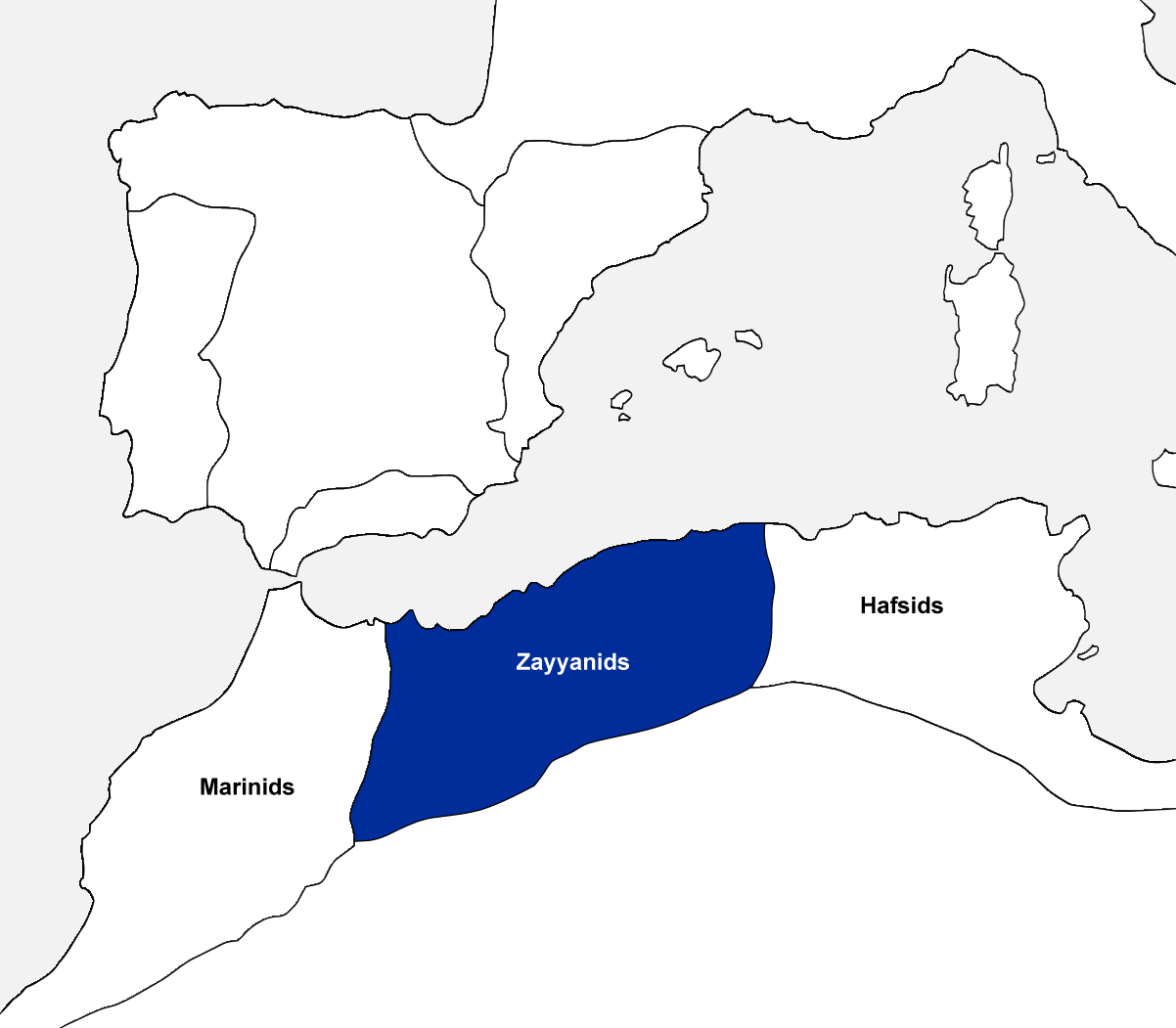
14世紀はじめごろの勢力図。西から順にマリーン朝、ザイヤーン朝（トレムセン王国）、ハフス朝。

戦士でもあったウスマーン1世は多くの包囲戦や戦いに参加し、王国内や近隣国（主にマリーン朝）に対して力を強固にした。
- 1287年にマゾーナ（Mâzoûna、シェリフ川右岸に位置する）をマグラワ族（Maghrawa）から奪い、タフェルジント（今となっては存在せず、おそらく国のシェリフ川の左岸にあった）を包囲した。
- 1289年5月、アブー＝サイードはテネスをマグラワ族から、トゥジンからメデアを占領した[3]。
- 1290年から91年にかけては、再度トゥージン（Toudjin）に対して別の遠征を開始した。避難所となっていたワンチャリス（Wâncharis）山を支配し、勝利を収めてトゥージンの領土を行進した。ウスマーン1世はモハメッド・イブン・アブド・エル・カウィの妻子たちを囚人として連れて行ったが、その後もと居たところに送り返した。
- 1290年7月25日火曜日、マリーン朝のスルタンだったアブー・ヤコブ・ベン・アブド・エル・ハククがトレムセンに向けて進軍し、都市からそれほど遠くない場所に陣取った。 9月27日、ウスマーンは激しい戦闘と大規模な攻撃を終え、トレムセンに戻っている。
- 同年8月18日、マリーン朝の統治者と関係を築いていたマグラワ族を再び襲撃、征服して従わせ、息子のアブ・ハンム1世を残して、シェリフの街の指揮を任せた。その後、ウスマーン1世はトレムセンに戻る。
- 1291年4月28日、ウスマーンは再びトゥージンに向かって進軍し、トゥージンの王を殺して国を荒らし回った。
- 1293年から94年にかけて、ウスマーンはシェルシェル（Cherchell）から西に約30キロ、テネスから東に約11キロのところにあるブレチクを、40日間の包囲の後、マグラワのツァビト・ベン・マンディルから奪取した。タスビット（Tasbit）は海路でアル＝マグレブ（アル＝アクサ）へ逃れることに成功する。
- 1295年から96年にかけて、マリーン朝がトレムセンに対して2度目の進軍を行った。ネドルマの壁（the walls of Nedroma）の下で野営し、ジダラ山（mount Djidara、オランの近く）に向かい、最終的に王国に帰還している。
- 同じ年、ウスマーンはアラブ人に対する遠征を開始し、マ・タガリン（Ma Taghalin）や、サハラからそれほど遠くないハナッハ山（mount Ha'nach、おそらく現在のコンスタンティーヌの近く）で野営し、アラブ人をこの地域から追い出した[4]。

ウスマーンは、マリーン朝のアブ・ヤコブ・ベン・アブ・エル・ハククによる4回の攻撃を撃退し、王国の独立の維持及び反逆者の処罰に成功した。